# نبرد ری (۱۱۹۴)
نبرد ری (۱۱۹۴) یکی از نبردهای مهم میان سلجوقیان ایران و خوارزمشاهیان بود که در تاریخ ۲۲ مارس ۱۱۹۴ میلادی در نزدیکی شهر ری رخ داد. این نبرد با پیروزی قاطع علاءالدین تکش، سلطان خوارزمشاهیان، و شکست طغرل سوم، آخرین سلطان سلجوقی ایران، به پایان رسید. با این شکست، سلسله سلجوقیان ایران منقرض شد و خوارزمشاهیان قدرت خود را در بخش‌های مرکزی ایران گسترش دادند.
این نبرد از لحاظ تاریخی اهمیت زیادی داشت، زیرا به طور رسمی به دوران حکمرانی سلجوقیان ایران پایان داد و زمینه را برای رشد و قدرت‌گیری خوارزمشاهیان فراهم کرد. همچنین، این تحول موجب تغییرات سیاسی در منطقه شد و خلافت عباسی را وادار کرد تا روابط خود را با خوارزمشاهیان تقویت کند.

## پیش‌زمینه
در قرن ۱۲ میلادی، قدرت سلجوقیان ایران به شدت کاهش یافته بود. پس از مرگ سلطان سنجر، قلمرو سلجوقیان میان شاخه‌های مختلف خاندان آن‌ها تقسیم شد و حکومت مرکزی آن‌ها ضعیف شد. در این زمان، خوارزمشاهیان که در ابتدا تحت سلطه سلجوقیان بودند، به تدریج قدرت گرفته و به رقیب اصلی سلجوقیان تبدیل شدند. علاءالدین تکش، سلطان خوارزمشاهی، به دنبال گسترش قلمرو خود در ایران بود و درگیری با سلجوقیان اجتناب‌ناپذیر شد.

## نبرد
در سال ۱۱۹۴ میلادی، طغرل سوم، آخرین سلطان سلجوقی ایران، در تلاش برای مقابله با پیشروی خوارزمشاهیان، با سپاه خود در نزدیکی شهر ری مستقر شد. درگیری شدیدی میان دو سپاه رخ داد، اما نیروهای خوارزمشاهی به رهبری علاءالدین تکش موفق شدند ارتش سلجوقیان را شکست دهند. در این نبرد، طغرل سوم کشته شد و سپاه او به طور کامل از هم پاشید.

## پیامدها
با کشته شدن طغرل سوم، سلطنت سلجوقیان ایران به پایان رسید و خوارزمشاهیان کنترل مناطق مرکزی ایران را به دست گرفتند.
خلافت عباسی، که از ضعف سلجوقیان نگران بود، از پیروزی خوارزمشاهیان استقبال کرد و روابط خود را با آن‌ها تقویت کرد.
این پیروزی موجب افزایش قدرت خوارزمشاهیان شد و آن‌ها را به بازیگر اصلی در سیاست ایران و ماوراءالنهر تبدیل کرد.